# Vittoria (Wein)
Unter der Bezeichnung Vittoria DOC werden Weiß- und Rotweine in den Freien Gemeindekonsortien Ragusa, Caltanissetta und Catania auf Sizilien produziert. Seit 2005 besitzen die Weine eine „kontrollierte Herkunftsbezeichnung“ (Denominazione di origine controllata – DOC), die zuletzt am 7. März 2014 aktualisiert wurde.

## Anbau
Der Anbau und die Produktion sind auf folgende Gemeinden begrenzt:
- im Freien Gemeindekonsortium Ragusa: Vittoria, Comiso, Acate, Chiaramonte Gulfi, Santa Croce Camerina und Teile der Gemeinde von Ragusa
- im Freien Gemeindekonsortium Caltanissetta: Niscemi, Gela, Riesi, Butera und Mazzarino
- im Freien Gemeindekonsortium Catania: Caltagirone, Licodia Eubea und Mazzarrone.

## Erzeugung
Die Denomination ermöglicht die Herstellung von Verschnittweinen und fast sortenreinen Weinen.
Die Verschnittweine und ihre Rebsorten sind:
- Vittoria Rosso: muss zu mindestens 50–70 % aus Nero d’Avola und 30–50 % Frappato bestehen (einzeln oder gemeinsam).
- Vittoria Novello: muss aus mindestens 80 % Nero d’Avola und/oder Frappato (einzeln oder gemeinsam) bestehen. Die restlichen Prozent dürfen andere rote Rebsorten sein, die für den Anbau in der Region Sizilien zugelassen sind.

Die fast sortenreine Weine sind: (Die genannte Rebsorte muss zu mindestens 85 % enthalten sein)
- Vittoria Inzolia
- Vittoria Frappato
- Vittoria Nero d’Avola

## Beschreibung
laut Denomination (Auszug):

### Vittoria rosso
- Farbe: von rubinrot bis kirschrot
- Geruch: von blumig bis fruchtig, bisweilen Aromen von Trockenfrüchten
- Geschmack: trocken, warm, körperreich, weich
- Alkoholgehalt: mindestens 12,0 Vol.-%
- Säuregehalt: mind. 5,0 g/l
- Trockenextrakt: mind. 26,0 g/l

### Vittoria Nero d’Avola
- Farbe: rubinrot, bisweilen mit violetten Reflexen
- Geruch: von blumig bis fruchtig, charakteristisch
- Geschmack: trocken, warm, kräftig, weich
- Alkoholgehalt: mindestens 12,0 Vol.-%
- Säuregehalt: mind. 5,0 g/l
- Trockenextrakt: mind. 26,0 g/l